# Edition PaperONE
Die Edition PaperOne war ein 2006 gegründeter Independent-Verlag mit Sitz in Leipzig.
Obwohl es laut Verlag keine Rolle spielte, welche Genres die einzelnen Künstler bedienten oder präsentierten, bildeten Punk- und Gothic-Literatur sowie gesellschaftskritische Themen den Schwerpunkt der Veröffentlichungen.
Ziel des Verlags war es, jungen und/oder unbekannten Autoren und Herausgebern eine Plattform zur Präsentation ihrer Werke, Sammlungen und Porträts nach eigenen Vorgaben zu ermöglichen.
2012 stellte der Verlag seine Arbeit ein.

## Autoren
- André Kudernatsch
- Anja Kümmel
- Elia van Scirouvsky
- Klaus Märkert
- Michael Sonntag
- Mitra Devi
- Sven-André Dreyer
- Thomas Sabottka
- Volly Tanner
- Michael Schweßinger
- Sven Augstein
- Larry Warner
- Julius Späte